# Mërgim Berisha
Mërgim Berisha (Berchtesgaden, 1998. május 11. –) koszovói–albán származású, német válogatott labdarúgó, csatár. A Bundesligában szereplő Augsburg játékosa kölcsönben Fenerbahçe csapatától.

## Pályafutása
A Red Bull Salzburg akadémiáján nevelkedett, majd az FC Liefering csapatánál szerepelt. 2014. november 7-én debütált az osztrák másodosztályban a Mattersburg ellen, amikor a mérkőzés 73. percében váltotta Daniel Ripict. 50 másodperc múlva megszerezte első gólját, 16 évesen 5 hónaposan és 27 naposan. 2017 januárjában profi szerződést kötött a Salzburggal, 2020 júniusáig. Április 2-án az első osztályban is debütált, az Altach ellen a 77. percben váltotta Christoph Leitgebt. A 2016–2017-es UEFA Ifjúsági Ligát megnyerő csapatnak is tagja volt, Hannes Wolffal mindketten 7-7 gólt szereztek a csapatból.
2017. augusztus 21-én kölcsönbe került a LASK Linz együtteséhez. 5 nappal később bemutatkozott a Rapid Wien elleni bajnoki mérkőzésen kezdőként. A 2018–19-es szezonra kölcsönben a német 1. FC Magdeburg csapatába került kölcsönbe. Augusztus 25-én az FC Ingolstadt 04 ellen mutatkozott be új csapatában. December végén visszahívta a Salzburg, majd kölcsönadta az Altach csapatának. 2021. szeptember 2-án négy évre aláírt a török Fenerbahçe csapatához. 2022. augusztus 31-én vásárlási opcióval került kölcsönbe az Augsburg csapatához.

## Válogatott karrier
2023. március 17-én Hansi Flick meghívta a Peru és a Belgium elleni felkészülési mérkőzésre.
Március 25-én lépett pályára Peru ellen a 2–0-s győztes mérkőzés 75. percében, a két gólt szerző Niclas Füllkrugot váltva.

## Statisztika
2019. január 13-i állapotnak megfelelően.
| Klub              | Szezon           | Bajnokság | Bajnokság | Kupa  | Kupa  | Nemzetközi | Nemzetközi | Összesen | Összesen |
| Klub              | Szezon           | Mérk.     | Gólok     | Mérk. | Gólok | Mérk.      | Gólok      | Mérk.    | Gólok    |
| ----------------- | ---------------- | --------- | --------- | ----- | ----- | ---------- | ---------- | -------- | -------- |
| FC Liefering      | 2014–15          | 3         | 1         | 0     | 0     | –          | –          | 3        | 1        |
| FC Liefering      | 2015–16          | 8         | 2         | 0     | 0     | –          | –          | 8        | 2        |
| FC Liefering      | 2016–17          | 30        | 14        | 0     | 0     | –          | –          | 30       | 14       |
| Összesen          | Összesen         | 41        | 17        | 0     | 0     | 0          | 0          | 41       | 17       |
| Red Bull Salzburg | 2016–17          | 1         | 0         | 1     | 0     | 0          | 0          | 2        | 0        |
| Red Bull Salzburg | 2017–18          | 0         | 0         | 1     | 0     | 0          | 0          | 1        | 0        |
| Összesen          | Összesen         | 1         | 0         | 2     | 0     | 0          | 0          | 3        | 0        |
| LASK Linz         | 2017–18          | 18        | 5         | 2     | 1     | –          | –          | 20       | 6        |
| Összesen          | Összesen         | 18        | 5         | 2     | 1     | 0          | 0          | 20       | 6        |
| Magdeburg         | 2018–19          | 4         | 0         | 1     | 0     | –          | –          | 5        | 0        |
| Összesen          | Összesen         | 4         | 0         | 1     | 0     | 0          | 0          | 5        | 0        |
| Rheindorf Altach  | 2018–19          | 0         | 0         | 0     | 0     | –          | –          | 0        | 0        |
| Összesen          | Összesen         | 0         | 0         | 0     | 0     | 0          | 0          | 0        | 0        |
| Karrier összesen  | Karrier összesen | 64        | 22        | 5     | 1     | 0          | 0          | 69       | 23       |

### A válogatottban
2023. április 1-i állapot szerint
| Németország | Németország | Németország |
| Év          | Mérk.       | Gólok       |
| ----------- | ----------- | ----------- |
| 2023        | 2           | 0           |
| Összesen    | 2           | 0           |

## Sikerei, díjai

### Klub
- Red Bull Salzburg:
  - Osztrák Bundesliga: 2016–17, 2019–20, 2020–21
  - Osztrák kupa: 2016–17, 2019–20, 2020–21
  - UEFA Ifjúsági Liga: 2016–17

### Válogatott
- Németország U21
  - U21-es labdarúgó-Európa-bajnokság: 2021

## Külső hivatkozások
- Mërgim Berisha profilja a Transfermarkt oldalán (angolul)
- Mërgim Berisha adatlapja a Soccerway oldalon (angolul)
- Mërgim Berisha profilja a Kicker oldalán (németül)